# Valestra
Valestra è una frazione del comune italiano di Carpineti, nella provincia di Reggio Emilia, in Emilia-Romagna.

## Geografia fisica
Valestra sorge nel medio Appennino reggiano, lungo le pendici orientali del monte omonimo. La frazione, composta dalle località sparse di Montefarone, Montelago, Valestra e Villa, situata nella porzione orientale del territorio carpinetano, a 7 km ad est del capoluogo comunale.

## Storia
Valestra è menzionata per la prima volta in un documento del 1218, quando gli uomini del villaggio giurarono fedeltà al comune di Reggio. Nel XV secolo la località fu infeudata ai Fogliani e, nel 1536, al conte Antonio Maria Fontanelli.

## Monumenti e luoghi d'interesse
- Chiesa di San Pietro, risultava dipendente dalla Pieve di San Vitale secondo un documento del 1302.
- Oratorio di San Michele Arcangelo, situato sul monte Valestra.
- Oratorio di Santa Maria Maddalena, situato sul monte Valestra.